# نايجل هايوود
نايجل هايوود (بالإنجليزية: Nigel Haywood)‏ هو دبلوماسي وعالم بقشريات الأجنحة بريطاني، ولد في 17 مارس 1955 في Betchworth ‏ في المملكة المتحدة.